# Malattia di moyamoya
La malattia di moyamoya (AFI: /moˈjamoja/ o /ˌmɔjaˈmɔja/) è una malattia in cui le arterie dell'encefalo si ostruiscono ed il flusso sanguigno è bloccato da vasocostrizione e trombosi; attorno ai vasi bloccati, per compensare il blocco, si sviluppa un circolo collaterale, ma i vasi sono piccoli, deboli e soggetti a sanguinamento, aneurisma e trombosi. All'angiografia questi vasi collaterali hanno l'aspetto di uno "sbuffo di fumo" (in giapponese もやもや?, moyamoya).

## Eziologia
Questa malattia è ritenuta ereditaria e legata alla porzione q25.3, sul cromosoma 17. In Giappone l'incidenza complessiva è la più alta (0,35 per 100 000). In Nord America le donne fra i 30 e 40 anni di vita sono le più colpite. Queste donne sperimentano frequentemente attacchi ischemici transitori (TIA), emorragia cerebrale, o possono non avvertire alcun sintomo. Hanno un maggiore rischio di ictus ricorrente e possono sperimentare un'attività patofisiologica sottostante rispetto ai pazienti provenienti dal Giappone.
La moyamoya può essere congenita o acquisita. I pazienti con sindrome di Down, la neurofibromatosi di tipo 1, o trauma cranico possono sviluppare malformazioni moyamoya. È più comune nelle donne che negli uomini, difatti solo un terzo delle persone colpite è di sesso maschile.

## Patogenesi e fisiopatologia
La malattia moyamoya sembra assomigliare ad una "nuvola di fumo", perché le arterie, che sono sottili, provocano la perdita di sangue dalle arterie causando pressione al cervello con conseguente mal di testa. La patogenesi della malattia moyamoya è sconosciuta. Polimorfismi del gene RNF213
 che codifica la proteina mysterina/ring finger 213 (un'ATPasi coinvolta nello sviluppo vascolare) sono stati implicati nella patogenesi di questa malattia.
Una volta iniziato, il processo di blocco (occlusione vascolare) tende a continuare nonostante qualsiasi cura medica. In alcune persone questo porta a ictus ripetuti e compromissione funzionale grave o addirittura alla morte. In altri, questo blocco non può causare alcun sintomo. La malattia provoca costrizioni principalmente nella carotide interna, e spesso si estende verso il centro ed arterie cerebrali, rami della carotide interna all'interno del cranio. Quando l'arteria carotide interna diventa completamente occlusa, viene compromesso il delicato e raffinato circolo che essa rifornisce di sangue.
I pazienti spesso sopravvivono per mezzo delle circolazione collaterale dalla parte posteriore del Circolo di Willis sostenuta dalla arteria basilare.
Nella malattia moyamoya il restringimento delle arterie è diverso rispetto a quelli presenti nell'aterosclerosi. Nell'aterosclerosi, le pareti delle arterie sono danneggiate, questo porta alla deposizione di cellule adipose e immunitarie, e infine l'accumulo di cellule immunitarie infarcite di lipidi. Nel moyamoya, lo strato interno della carotide prolifera all'interno del lume arterioso. L'arteria si riempie anche di coaguli di sangue, che possono causare ictus.
La moyamoya è una malattia che tende a colpire bambini o adulti nel terzo-quarto decennio di vita. Nei bambini solitamente causa ictus o convulsioni. Negli adulti tende a provocare colpi apoplettici o coaguli. I segni clinici tipici sono attacco ischemico transitorio, paralisi somatosensoriale (intorpidimento e paralisi degli arti), convulsioni e/o mal di testa simili ad attacchi di emicrania. Inoltre, dopo un ictus può verificarsi un sanguinamento secondario. Tali sanguinamenti, chiamati ictus emorragico, possono anche derivare da rottura delle deboli pareti dei vasi neovascolare.
Recenti ricerche hanno stabilito che sia la malattia di moyamoya, che le fistole arterovenose della dura madre sono correlate all'angiogenesi della dura madre. Questi fattori possono rappresentare un meccanismo di ischemia contribuendo alla formazione di fistole. All'istituto neurologico Barrow è stato descritto almeno un caso di moyamoya unilaterale simultanea ad una fistola durale ipsilaterale. In questo caso un uomo di 44 anni presentava mal di testa, tinnito, emorragia intraventricolare come è stato visto dalla scansione tomografica. L'angiografia cerebrale mostrava un tipico schema di moyamoya e una fistola durale ipsilaterale alimentata dai rami della arteria carotide esterna e drenante nel seno trasverso. Questo caso estremamente raro di coincidenza potrebbe avere conseguenze patogeniche più profonde.

## Diagnosi

Rappresentazione schematica del circolo di Willis, arterie del tronco cerebrale e del cervello.

Le diagnosi di Moymoya è sostenuta dai risultati del CT (Tomografia computerizzata), dell'Imaging a risonanza magnetica o mediante angiogramma. Le immagini ottenute con Contrast-enhanced T1-weighted sono migliori di quelle ottenute mediante FLAIR raffiguranti il segno di Ivy nella leptomeninge. MRI e MRA devono essere eseguite sia per la diagnosi che per il follow-up della malattia moyamoya. Le immagini di tipo Diffusion-weighted possono essere utili per seguire il decorso nei bambini, nei quali i deficit focali possono portare con più facilità a nuovi infarti. Spesso gli studi di medicina nucleare come la SPECT (emissione tomografia computerizzata di singoli fotoni) sono utilizzati per dimostrare la diminuzione di sangue e di apporto di ossigeno nelle aree del cervello coinvolte in questa malattia. L'angiografia convenzionale, nella maggior parte dei casi, fornisce la diagnosi definitiva e dovrebbe essere eseguita prima di qualunque considerazione che porti ad intervento chirurgico.

## Trattamento
Farmaci come gli antiaggreganti piastrinici, tra cui l'aspirina, solitamente sono somministrati per prevenire la formazione di coaguli, ma la chirurgia è di solito raccomandata. Poiché la moyamoya tende a colpire l'arteria carotide interna e la sezione anteriore adiacente e le arterie cerebrali interne, la chirurgia può indirizzare le altre arterie, come l'arteria carotide esterna o l'arteria superficiale temporale, per ristabilire la circolazione. Le arterie sono o collegate direttamente all'interno della circolazione cerebrale o sovrapposte alla superficie del cervello per ristabilire la nuova circolazione dopo alcune settimane. Sebbene ci sia un rischio di infarto precoce (30 giorni) dopo l'intervento, c'è una probabilità del 96% di permanere in situazione “stroke-free” nei successivi 5 anni.
Ci sono molte operazioni che sono state sviluppate per questa condizione, ma attualmente le più quotate sono le procedure indirette EDAS, EMS, la chirurgia con perforazioni multiple e la procedura diretta STA-MCA.
Il bypass diretto tra l'arteria temporale superficiale (STA) all'arteria cerebrale media (MCA) è considerato il trattamento di scelta, anche se la sua efficacia, in modo particolare per malattie emorragiche, rimane incerta.
Il trattamento con perforazioni multiple è stato usato nei lobi parietali e frontali con il raggiungimento di una buona neo-vascolarizzazione. L'EDAS è una procedura sinangiogenica che richiede la dissezione della calotta arteriosa per un tratto di parecchi centimetri al fine di formare un'apertura temporale nel cranio direttamente sotto l'arteria. L'arteria viene poi suturata a un ramo dell'arteria media cerebrale sulla superficie del cervello e viene riposizionato lo scalpo osseo.
Nella procedura EMS il muscolo temporale, che si trova nella regione fronto-temporale, viene sezionato e attraverso un'apertura nel cranio è collocato sulla superficie del cervello.
Nel trattamento con perforazioni multiple, piccolo e numerosi fori, sono praticati nel cranio per consentire la formazioni di nuovi vasi nel cervello a partire dallo scalpo.
Nella procedura STA-MCA lo scalpo arterioso (dell'arteria superficiale temporale) è direttamente suturato all'arteria sulla superficie del cervello (arteria media cerebrale MCA). Questa procedura è comunemente classificata come un bypass EC-IC (External carotid-Internal carotid).
Tutte queste operazioni hanno in comune l'idea di consentire a un cervello in deficit di ossigeno e sangue lo sviluppo di nuovi e più efficienti mezzi per portare sangue al cervello bypassando le zone di blocco. La modificazione diretta delle anastomosi e la sinangiogenesi encefalomioarteriosa svolge un ruolo nel miglioramento poiché incrementa il flusso sanguigno cerebrale (CBF) dopo l'operazione. Una correlazione significativa si riscontra tra le conseguenze post-operatorie e le fasi della malattia negli angiogrammi preoperatori. È fondamentale per il chirurgo che l'anestesiologo abbia esperienza nel trattare bambini in terapia per la moyamoya poiché il tipo di anestesia che essi richiedono è molto differente rispetto agli standard anestesiologici utilizzati per quasi tutti gli altri tipi di interventi neurochirurgici.

## Prognosi
Le origini di questa malattia non sono ben note. Le prospettive di cura a lungo termine sembrano essere molto buone. Mentre i sintomi sembrerebbe che migliorino quasi immediatamente dopo il trattamento con l'EDAS indiretto, con l'EMS e attraverso chirurgia con perforazioni multiple, ci vorranno probabilmente 6-12 mesi prima che i nuovi vasi possano svilupparsi al fine di fornire un sufficiente apporto sanguigno. Invece, con la chirurgia diretta STA-MCA, l'incremento di flusso sanguigno è immediato. Una volta avvenuto un ictus forte o un sanguinamento, anche con il trattamento il paziente rimarrà con una perdita permanente di funzioni di conseguenza è importante trattare questa condizione in maniera veloce.